# دانشگاه پزشکی دولتی کاراگاندا
دانشگاه پزشکی دولتی کاراگاندا (به قزاقی: Karaganda State Medical University) یک مؤسسه آموزشی در قزاقستان است که در قراغندی واقع شده‌است.